# Altocrustacis
Els altocrustacis (Altocrustacea) constitueixen un clade dintre de pancrustacis que agrupa els clades dels miracrustacis i vericrustacis.